# Rivière Saskatchewan Nord
Pour les articles homonymes, voir Saskatchewan (homonymie).
La rivière Saskatchewan Nord est une des deux branches majeures de la rivière Saskatchewan, au Canada. Elle s'étend sur 1 220 km et coule à l'est des montagnes Rocheuses. Son bassin versant s'étend sur 122 800km².
Depuis 1989, la rivière Saskatchewan Nord est inscrite au réseau des rivières du patrimoine canadien.

## Géographie
La Saskatchewan est une rivière de l'Alberta et de la Saskatchewan.
À partir de la source, la rivière coule vers le Sud-Est jusqu'au pont de l'Icefield Highway. Elle prend ensuite la direction du nord-est pendant 10 km jusqu'au lieu-dit Whirpool Point. A cet endroit la vallée s'oriente vers le nord jusqu'au lac de barrage Abraham Reservoir. Sous le barrage la rivière coule vers l'est. A Rocky Mountain House elle fait un virage vers le nord et grade cette direction sur 100 km. À partir de là elle va couler globalement vers l'est en traversant les villes d'Edmonton, North Battleford et Prince Albert.